# Veronica distans
Veronica distans är en grobladsväxtart som beskrevs av Robert Brown. Veronica distans ingår i släktet veronikor, och familjen grobladsväxter. Inga underarter finns listade i Catalogue of Life.